# Epirhyssa corralesi
Epirhyssa corralesi är en stekelart som beskrevs av Ian D. Gauld 1991. Epirhyssa corralesi ingår i släktet Epirhyssa och familjen brokparasitsteklar. Inga underarter finns listade i Catalogue of Life.